# Бельвуар (крепость)
Об английском замке см. замок Бельвуар
Бельвуар (фр. Belvoir, ивр. כוכב הירדן‎ Кохав а-Ярден) — памятник археологии, бывшая крепость госпитальеров, расположенная к югу от Галилейского моря на восточном краю плато Иссахар (англ. Issachar Plateau). Крепость находится примерно в 4 километрах к западу от реки Иордан и возвышается над её долиной примерно на 550 метров (высота места над уровнем моря составляет 312 метров). Первоначально она была частью феодального поместья французского дворянина Велоса, который жил в Тверии.

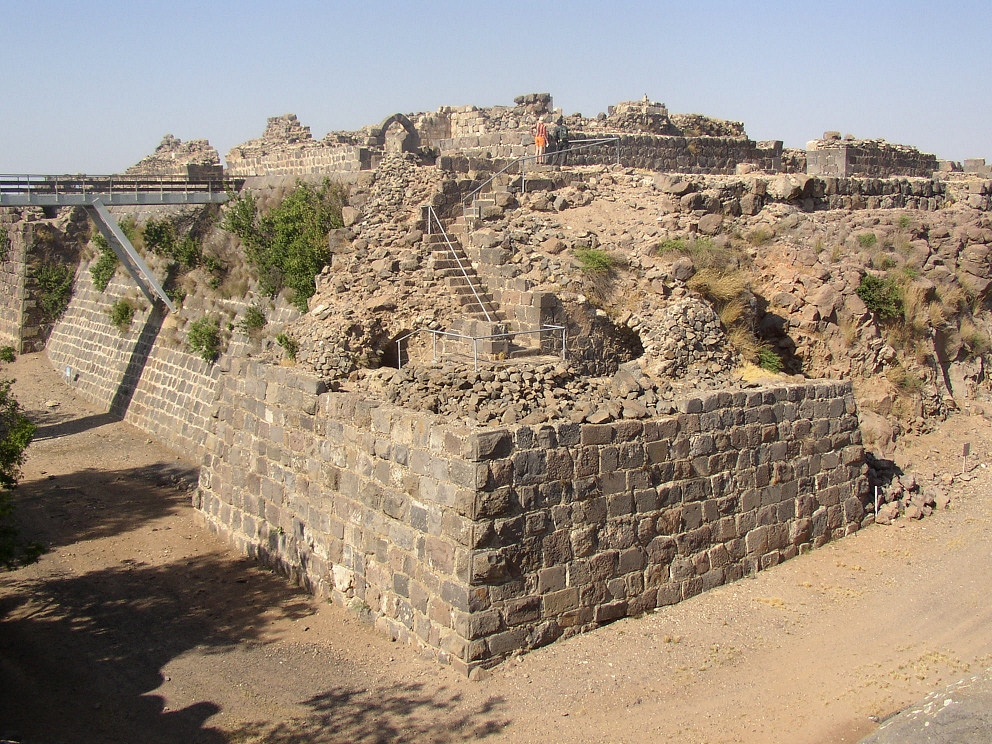
Бельвуар с юго-запада

Велос продал его ордену госпитальеров в 1168 году, и именно они построили здесь укреплённый концентрическими стенами замок. Крепость отличалась высокой симметричностью, с прямоугольными стенами, армированными квадратными башнями по углам и по бокам, окружающими внутренний квадратный корпус с четырьмя угловыми башнями и одной башней на западной стене. Своды на внутренней стороне стен идеально защищали обитателей крепости от тяжёлых осадных орудий.
Крепость Бельвуар служила единственной цели — быть основным препятствием на пути мусульман в случае их нападения на Иерусалимское королевство с востока. Она выдержала нападения мусульманских сил в 1180 году. В кампании 1182 года здесь произошла битва между королём Балдуином IV Иерусалимским и Саладином.

## Хронология
Изначально крепость была феодальным владением французского дворянина по имени Вело (фр. Velos). В 1168 году Вело продает крепость Ордену госпитальеров.
В 1188 году крепость осаждает Саладин. 5 января 1189 года, после одной из удачных атак Саладина, гарнизон крепости сдается.
В 1220 году правитель Дамаска разрушает крепость.
В 1966 году на территории крепости ведутся археологические исследования.
В 1994 году рядом с крепостью создается парк со скульптурами.